# Corneliu „Bibi” Ionescu
Corneliu Ionescu (n. 2 martie 1945 –  d. 22 ianuarie 2022), zis „Bibi”, a fost un basist și om de afaceri român. Membru fondator (1962-1963) al formației rock bucureștene Sfinx, Ionescu a fost singurul care nu a părăsit formația până la destrămarea ei, la începutul anilor nouăzeci.A facut 1 an la facultatea Constructii Hidrotehnice Bucuresti  1964-1965 apoi din anul 1968 - 1974 Facultatea de Utilaj Tehnologic Bucuresti

## Basist
Aportul lui „Bibi” Ionescu la formația Sfinx a fost unul însemnat. Deși priceperea sa ca instrumentist reprezintă un subiect controversat, prin posibilitățile tehnice și creatoare modeste, prezența în formație de-a lungul a trei decenii aduce stilului său o mare diversitate. În înregistrările cu Sfinx, intervențiile sale pot fi încadrate ca: rock and roll (anii șaizeci), hard rock, rock psihedelic sau rock progresiv (deceniul următor), new wave, disco și chiar swing de jazz clasic (anii optzeci).
Pentru a urmări evoluția stilului interpretativ al lui Ionescu, acesta trebuie cercetat în paralel cu istoria formației. Deși la o primă vedere stilurile menționate anterior pot părea ca fiind reperezentative pentru repertoriul formației, nu doar pentru un membru izolat, în realitate polistilismul exersat din anii 1970 încolo implică o desfășurare stilistică eterogenă în interiorul formației (de exemplu: Sfinx nu a cântat niciodată rock psihedelic, Dan Andrei Aldea fiind împotriva genului, însă multe dintre liniile de bas cântate de Ionescu sugerează ostinati specifici psihedelicului, având ca efect o tensionalitate asemănătoare). Analiza de stil va lua în calcul doar înregistrările păstrate (fie publicate pe disc, fie păstrate în arhivele diverselor studiouri de înregistrare), de vreme ce notații oficiale ale muzicii Sfinx nu au fost încă publicate.

### Anii 1960
Din puținele înregistrări rămase din perioada conducerii formației de către chitaristul Octav Zemlicka, aportul lui „Bibi” Ionescu poate fi descris ca fiind nu foarte specific, multe dintre elemente regăsindu-se și mai târziu. Luând în calcul piesele cover cântate în primii ani, se poate afirma că Ionescu a studiat interpretări ale basiștilor Paul McCartney (The Beatles), Danny McCulloch (The Animals), Pete Quaife (The Kinks) și ale claviaturistului Ray Manzarek (The Doors). Din aceste versiuni cover și din compozițiile originale ale formației, se remarcă următoarele trăsături: „mers” nesincopat, arpegii, pasaje ascendente diatonice și cromatice, menținerea în general în registrul grav al instrumentului (registrul contrabas), construcție simetrică (uneori în exces) – se remarcă primii ostinati („Îmi place muzica”, „Toamna” – cover după „San Franciscan Nights” de The Animals). Tot în „San Franciscan Nights” apar mișcări paralele față de linia vocii (pe versurile „Nu mai sânt nopți și flori de mai/Nu mai sunt trăsuri cu cai/Visele-au rămas [fără nici un strai]”).

### Anii 1970
Formația se prezintă de-a lungul anilor șaptezeci în mai multe componențe (fiecare disc înregistrat surprinde o alta); prin urmare, abordarea generală, dar și interpretarea lui Ionescu se modifică în acest sens. 

## Constructor de instrumente
Dincolo de rolul de instrumentist, cunoștințele de electrotehnică i-au permis lui Ionescu să construiască numeroase instrumente muzicale, în lipsa unora gata fabricate (inaccesibile din cauza prețului și a pieței proaste în domeniu la acea vreme). Alături de chitarele construite din scânduri de călcat, efecte și filtre pentru modificarea timbrului instrumentelor, cea mai celebră creație a lui Ionescu este bibsynthesizer (cuvânt telescopat, combinație a poreclei constructorului cu termenul englezesc synthesizer), unul dintre primele sintetizatoare de sunet folosite în muzica românească. Un an mai târziu, bibsynthesizer a fost înlocuit cu un model Korg MS10); din pricina neregularităților curentului de intrare, vechiul instrument se dezacorda la intervale scurte de timp, aducând dificultăți tehnice în timpul concertelor.
„Primul sintetizator în România a fost făcut de „Bibi”, care era un mare meseriaș, adaptând o claviatură la un oscilator. Problema era că tot montajul ăsta nu era stabil în frecvență, curentul de la rețea fiind... cum era. Dan era mereu nevoit să-și reacordeze instrumentul la octavă – era o ciudățenie verde, toată această instalație.”—Mișu Cernea

## Om de afaceri
După scindarea formației Sfinx în 1994, au rezultat două proiecte, unul condus de Bibi Ionescu (Sfinx Pro), iar celălalt aparținând lui Mihai Cernea (Sfinx Experience). Muzicienii reuniți sub titulatura Sfinx Pro s-au despărțit la scurt timp, numele fiind mai apoi folosit de Ionescu pentru compania de echipamente de scenă pe care o va înființa. Ulterior, în 1995, Sfinx Pro alături de echipa tehnică a formației Holograf (Holograf Production) au înființat Stage Expert. 